# ゲルマン (化合物)
ゲルマン (英: germane) または水素化ゲルマニウム（すいそかゲルマニウム、英: germanium hydride）は、化学式が GeH4 と表されるゲルマニウムの水素化物で、メタンのゲルマニウムアナログである。最も単純なゲルマニウムの水素化物で、ゲルマニウムの有用な化合物の1つである。メタンやシランと同じように四面体形構造をとる。

## 性質
無色の刺激臭のある可燃性の気体で、比重は空気を1とすると2.645である。常温で安定で、280 °Cでは徐々に、375 °Cで急速に金属ゲルマニウムと水素に分解する。発火点は約150 °Cなので、常温の空気中では自然発火しない。燃焼すると有毒な二酸化ゲルマニウム GeO2 を生じる。

## 発見
ゲルマンは木星の大気から発見された。

## 合成
多くの合成法が、ゲルマンの工業的製法において有名である。これらの製法は、化学還元法、電気化学的還元法、プラズマ法に分類される。
化学還元法は、還元剤によって金属ゲルマニウム、四塩化ゲルマニウム、二酸化ゲルマニウムなどのゲルマニウム化合物を還元する。水または有機溶媒中で反応を行う。実験室スケールでは、4価のゲルマニウムを水素化物試薬によって還元することで準備される。代表的な合成法にはメタゲルマニウム酸ナトリウムと水素化ホウ素ナトリウムとの反応がある。
{\displaystyle {\ce {Na2GeO3\ + NaBH4\ + H2O\ -> GeH4\ + 2NaOH\ + NaBO2}}}
電気化学的還元法は、モリブデンやカドミウムのような金属からなる陽極対電極、および電解質水溶液に浸漬された金属ゲルマニウム陰極に電圧をかけて行う。この方法では陰極が反応し、固体の酸化モリブデンまたは酸化カドミウムが生じる一方で、ゲルマンおよび水素ガスが陽極から発生する。
プラズマ法は高周波プラズマ源を用いて、金属ゲルマニウムに水素原子 (H) を衝突させてゲルマンおよびジゲルマンを生成する。
米国特許第4668502号によって、二酸化ゲルマニウムと水素化ホウ素ナトリウムの反応によるゲルマンの製造プロセスが発表された。

## 反応
液体アンモニア中で、GeH4 は NH4+ と GeH3- に電離する。アルカリ金属とゲルマンの液体アンモニア溶液の反応によって、白色の結晶状固体 MGeH3 が得られる。カリウム塩とルビジウム塩は、GeH3- アニオンの自由回転を伴う塩化ナトリウム型構造をとる。これとは対照的に、セシウム塩 CsGeH3 は歪んだ塩化ナトリウム型構造であるヨウ化タリウム型構造をとる。

## 半導体産業における利用
ゲルマンは約600 Kでゲルマニウムと水素に分解する。この熱不安定性のため、半導体産業において有機金属気相成長法または化学ビームエピタキシー法によってゲルマニウムをエピタキシャル成長させるために利用される。有機ゲルマニウム前駆体（イソブチルゲルマン、三塩化アルキルゲルマニウム、三塩化ジメチルアミノゲルマニウムなど）は、有機金属気相成長法によるゲルマニウム含有フィルムの蒸着において、ゲルマンより害の少ない代替液体として検討されている。

## 毒性
アルシンやスチビン同様に溶血毒であり、動物実験でヘモグロビン尿を起こすため、日本では毒物及び劇物取締法により医薬用外劇物に指定されている。